# Мохнорукий краб китайський
Волохаторукий краб китайський (Eriocheir sinensis) — належить до класу вищих ракоподібних. Назву отримав завдяки своїм пухнастим клешням. Також відомий під назвами Шанхайський волохатий краб, Китайський краб-рукавичка, Шерстисторукий краб китайський, Волохатий краб китайський та Шерстстий краб китайський.

## Опис
Тіло краба розміром з людську долоню. Панцир шириною 3-10 см., ноги приблизно вдвічі довше ширини панцира. Живе на глибині 10-15 метрів. Живиться молюсками, залишками риб, водоростями. Більшість життя проводять в річках де живуть в норах, але для спарювання скочуються за течією в море.

## Поширення
Природний ареал китайського краба — узбережжя Жовтого моря від Кореї на півночі до китайської провінції Фуцзянь на півдні. В 1912 році був завезений в Німеччину, і вже звідти з неймовірною швидкістю поширилися по річках Європи. У Північній Америці краби вперше були виявлені в затоці Сан-Франциско в 1992 році. В Україні за останні роки поширились в північно-західній частині Чорного моря та в Дніпро-Бузькому лимані.
В Європейському Союзі включено до списку чужорідних інвазійних видів.

## Значення
Наносить великий збиток, руйнуючи своїми норами греблі. Також є переносником небезпечної хвороби — рачої чуми. В східній частині Китаю вважається делікатесом